# Euan Geddes
Pour les articles homonymes, voir Geddes.
Euan Michael Ross Geddes, 3e baron Geddes (né le 3 septembre 1937) est un pair et homme politique conservateur britannique et actuel[Quand ?] vice-président de la Chambre des lords. 

## Biographie
Fils du 2e baron Geddes, il fait ses études à la Rugby School, dans le Warwickshire et au Gonville and Caius College de Cambridge, où il obtient un baccalauréat ès arts en histoire en 1961, avant d'être promu maître des arts. Il fait ses études à la Harvard Business School en 1969. Il succède à son père en 1975. 
Il sert dans la Royal Navy de 1956 à 1958 et est devenu lieutenant-commandant de la Royal Naval Reserve. Il est directeur du développement, P&O Bulk Shipping et directeur adjoint de P&O Asia (Hong Kong) entre 1975 et 1977 . Depuis 1992, il est président du Trinity College de Londres et depuis 2000 de Chrome Castle Ltd. Il est également directeur du Trinity College of Music et est l'un des 90 pairs héréditaires sélectionnés pour rester à la Chambre des lords après le House of Lords Act 1999. Depuis 2002, Lord Geddes est vice-président de la Chambre des lords. 
Lord Geddes se marie deux fois, d'abord à Gillian Butler en 1966 et, après sa mort en 1995, à Susan Margaret Carter en 1996. Il a deux enfants de sa première femme, une fille et un fils, son héritier James George Neil Geddes. 